# Ландульф V (князь Беневентський)
Ландульф V (†вересень 1033), князь Беневентський (1014—1033), з травня 987 правив також разом із своїм батьком Пандульфом II.
У 999 році імператор Священної Римської імперії Оттон III відвідав святилище в Монте-Гаргано. З невідомих причин у 1000 році Оттон III і Пандульф II посварились, можливо через спір про володіння мощами св. Варфоломія.
У 1003 внаслідок бунту під керівництвом Адельфера, графа Авелліно, Пандульф II та його син утекли з Беневенто, куди повернулись у 1005. Після смерті батька Ландульф V правив разом зі своїм сином Пандульфом III. Був змушений підпорядкуватись візантійцям, які побудували поблизу Беневенто фортецю Трої. Зі смертю Ландульфа V Беневентське князівство перестало існувати як могутня та незалежна держва. Її межі звузились до самого міста та його околиць.
Ландульфу V спадкував його син Пандульф III. Інший ого син Дауферіо став папою Римським Віктором III.